# Clas Thunberg
Arnold Clas Robert Thunberg, född 5 april 1893 i Helsingfors, död där 28 april 1973, var en finlandssvensk hastighetsåkare på skridskor. Med fem olympiska guldmedaljer är han en av de främsta utövarna av sin idrottsgren.
Clas Thunberg växte upp i Kronohagen i Helsingfors och började sin idrottskarriär som medlem i frivilliga brandkåren. Han tävlade då i förutom skridsko även i rodd. 1913 fick han vad som liknats vid en uppenbarelse då drömmen om att bli världsmästare i skridskoåkning började. Hans genombrott kom 1922 då han blev europamästare. 
Vid OS 1924 tog han OS-guld på 5000 meter. Han tog sedan guld på 1500 meter. På 10 000 meter tog han sedan guld i par med Julius Skutnabb. 1925 följde VM-guld. Vid OS i Sankt Moritz 1928 vann han guld på 500 och 1500 meter.
Thunberg valdes 2020 av Yle till Svenskfinlands 50 största idrottshjältar genom tiderna.
Han arbetade som byggmästare.
Han är begravd på Sandudds begravningsplats i Helsingfors.

## Utmärkelsetecken
- Riddartecknet av I klass av Finlands Vita Ros’ orden,  1929[7]
- Finlands Olympiska förtjänstkors av 1 klass,  1952[8]
- Finlands idrottskulturs stora förtjänstkors,  1967[7]

[Redigera Wikidata]